# Маршалл, Дебра
Дебра Гейл Маршалл (англ. Debra Gale Marshall, род. 2 марта 1960, Таскалуса, Алабама) — американская актриса и менеджер в реслинге. Наибольшую известность получила по своим выступления в федерации рестлинга World Wrestling Federation (WWF) с 1998 по 2002 год. Свою карьеру в рестлинге она начала в 1995 году в World Championship Wrestling (WCW).
В WWF она работала менеджером Джеффа Джарретта и Оуэна Харта. В 1999 году завоевала титул чемпиона WWF среди женщин, одержав победу над Сейбл. Позже выступала вместе со своим мужем Стивом Остином, пока оба не покинули компанию в 2002 году.

## Детство и юность
Маршалл выросла в городке Вэст-Блоктон (штат Алабама). В школе она занималась лёгкой атлетикой, была чирлидершей и королевой выпускного бала. По окончании школы она поступила в Институт театра и кино Ли Страсберга. После работала стюардессой и участвовала в конкурсах красоты, став Мисс Иллинойс.

## Карьера в профессиональном рестлинге

### World Championship Wrestling (1995—1997)
Маршал впервые появилась в WCW в конце 1995 — начале 1996 года. Она несколько раз появлялась в толпе зрителей и в качестве группы поддержки группировки Халка Хогана и Рэнди Сэвиджа. В апреле 1996 года она дебютировала под своим настоящим именем Дебра Маршалл. Вскоре после этого она стала регулярно участвовать в шоу как помощница ринганнонсера Nitro Стива Макмайкла, который в настоящей жизни был её мужем. Имея опыт участия в конкурсах красоты, она стала отыгрывать роль королевы красоты, называя себя «Королева WCW», часто давая резкие комментарии по отношению к другим рестлерам и их помощников.
На шоу The Great American Bash 1996 Стив Макмайкл и его партнёр по команде Кевин Грин проводили матч против группировки Четыре всадника (Рик Флэр и Арн Андерсон). Флэру удалось одержать в нём победу из-за вмешательства Монго и Дебры, которые присоединились к Четырём всадникам, напав на Грина и избив его стальным чемоданом. Позже чемодан станет одним из самых известных вещей Дебрры. В июле 1997 года на шоу Bash at the Beach во время боя за титул чемпиона Соединённых Штатов в тяжёлом весе Дебра помогла победить Джеффу Джарретту. После этого она стала менеджером Голдберга и Алекса Райта.
После её развода с Макмайком она уволилась из WCW и перешла в WWF.

## Личная жизнь
Первый брак Маршалл с бывшим игроком НФЛ и профессиональным рестлером Стивом Макмайклом продлился около 10 лет. Они развелись 12 октября 1998 года .
В 1998 года Дебора познакомилась со Стивом Уильямсом (более известным как Стив Остин). 6 сентября 2000 года они поженились в Лас-Вегасе и Маршалл сменила свою фамилию, став Деборой Уильямс. 15 июня 2002 года полиция была вызвана в их дом в Сан-Антонио (Техас), где обнаружила Дебру с синяками и разбитым носом. 14 августа Уильямс был арестован по обвинению в мелком (мисдиминорном) нападении и 25 ноября приговорён к году тюремного заключения условно, штрафу в 1000$ и 80 часам исправительных работ. 22 июня 2002 года Дебора подала на развод и 5 февраля 2003 пара развелась.
В июне-июле 2007 года, комментируя двойное убийство и самоубийство Криса Бенуа, Маршалл назвала наркотики и стероиды причиной нападения Уильямся на неё в 2002 году.

## Титулы и достижения

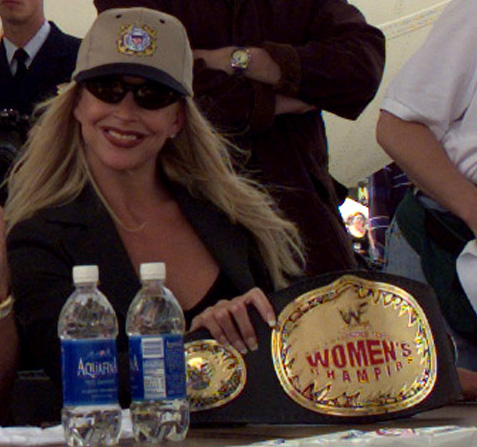
Маршалл с титулом женского чемпиона WWF

- Pro Wrestling Illustrated
  - Менеджер года (1999)
  - Женщина года (1999)
- World Wrestling Federation
  - Чемпион WWF среди женщин (1 раз)[12]

## Фильмография
| Год  |   | Русское название                                | Оригинальное название                           | Роль                      |
| ---- | - | ----------------------------------------------- | ----------------------------------------------- | ------------------------- |
| 1994 | ф | Техасская резня бензопилой: Следующее поколение | Texas Chainsaw Massacre: The Next Generation    | Полицейский в Bud's Pizza |
| 1999 | ф |                                                 | Beyond the Mat                                  | в роли самой себя         |
| 2010 | ф |                                                 | Gathering of Heroes: Legend of the Seven Swords | Рейна                     |
| 2012 | ф |                                                 | Tengu: The Immortal Blade                       | Капитан Лэнг              |